# 津貼學校
津貼學校或稱資助學校，是指學校非由政府主辦，但接受納稅人資助的學校。

## 香港

### 資助學校

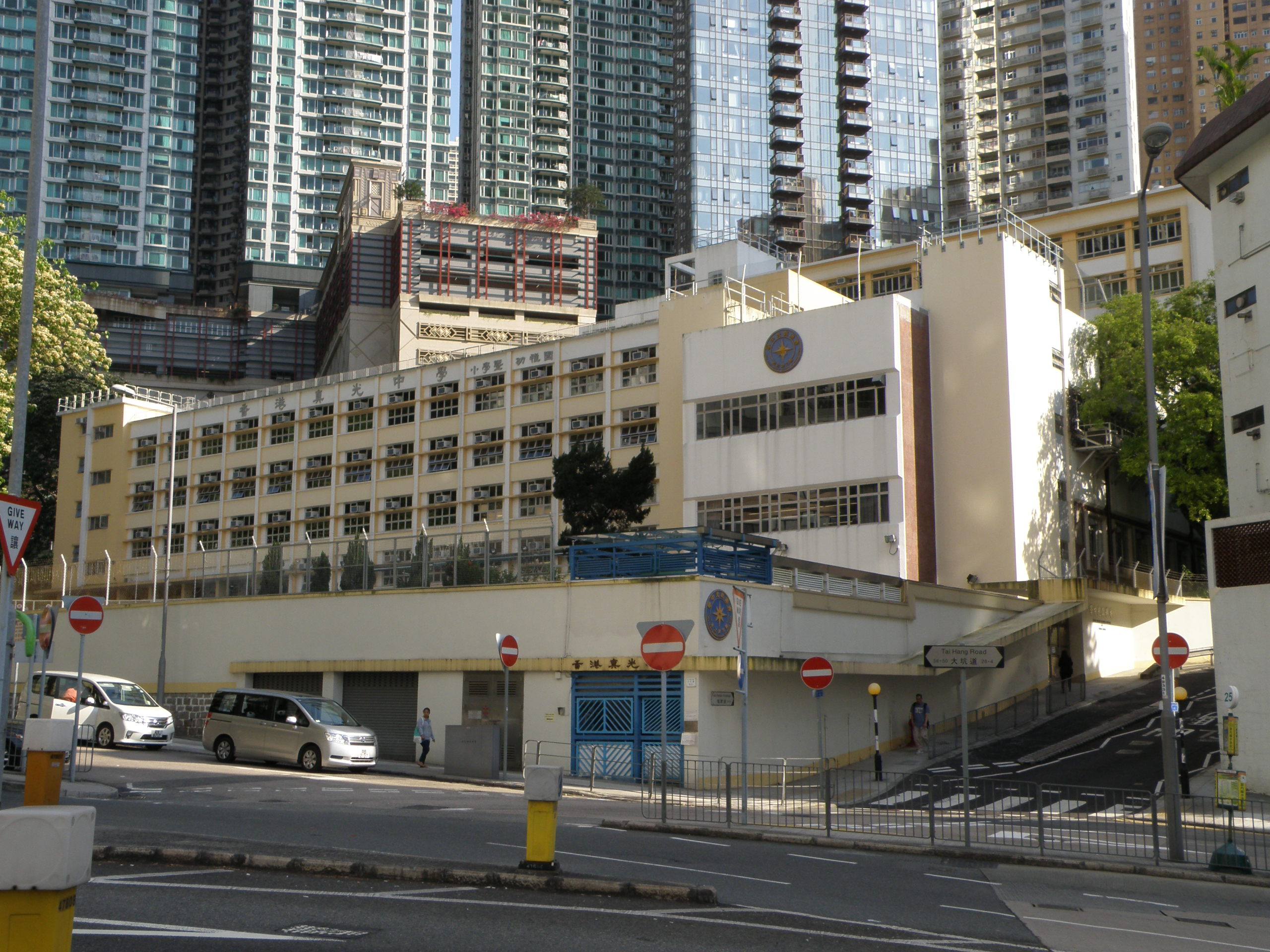
香港真光中學是香港的其中一所津貼學校，並且是女子中學

香港最早期獲納稅人資助學校稱為補助學校，後來推出條款有所不同的津貼學校。1970年代末，政府統一兩種資助計劃，改稱「資助學校」（Aided Schools）。由於一般大眾對政策的歷史未有深入了解，現時坊間稱「津貼學校」實際上亦可能是指「補助學校」。另外亦有少量「按額津貼中學」（Caput Secondary Schools），政府將依照學生人數發放資助。資助學校一般是由社會及宗教團體主辦。
香港資助學校的學費全免（小一至中六），但可以收取「堂費」以支援教育開支。根據《教育規例》第61及65條，如堂費收費率有所修訂，學校須向教育局常任秘書長申請，而每名學生每年的堂費不超過340元。

### 直接資助學校
香港政府以直接資助計劃促進優質的私立學校發展，為學生提供官立及資助學校以外的更多選擇。直接資助學校可以收取學費，同時獲得納稅人按學生數目計算的資助。